# China Properties Group
China Properties Group — крупный оператор жилой и коммерческой недвижимости, базирующийся в Гонконге. Основные активы компании расположены в Шанхае, Пекине и Куньшане. С 2007 года China Properties Group котируется на Гонконгской фондовой бирже. 
По состоянию на март 2011 года в China Properties Group работало 0,3 тыс. человек, рыночная стоимость корпорации составляла 0,6 млрд. долларов, а продажи — 0,2 млрд. долларов.